# Shahrestān di Gomishan
Lo shahrestān di Aliabad (farsi شهرستان گمیشان) è uno dei 14 shahrestān della provincia del Golestan, in Iran. Il capoluogo è Gomishan. Lo shahrestān è suddiviso in 2 circoscrizioni (bakhsh): 
- Centrale
- Golgasht